# Rhapidophyllum hystrix
Rhapidophyllum hystrix je druh palmy a jediný druh rodu Rhapidophyllum. Je to nízká palma s dlanitými listy, stěsnanými květenstvími a nápadně srstnatými peckovicemi. Roste v podrostu vlhčích lesů na jihovýchodě USA. Je pěstována jako okrasná palma a je odolný i vůči mrazu, roste však velmi pomalu. Druh je považován za reliktní a v současné době patří k ohroženým druhům.

## Popis
Rhapidophyllum hystrix je nízká palma keřovitého vzrůstu. Kmeny mohou být solitérní nebo vícečetné, přímé nebo vystoupavé. Dorůstají výšky max. 70 cm. Čepel listů je dlanitá nebo krátce dlanitozpeřená, členěná až téměř k bázi na kopinaté segmenty, asi 1 metr dlouhá. Čepele jsou v principu induplikátní avšak se segmenty štěpícími se v místě přeložení a proto zdánlivě reduplikátními. Listové pochvy nesou tuhé, vzpřímené, jehlovité ostny. Řapíky jsou bez ostnů. Na líci listu je nízká hastula.
Květenství jsou 1x až 2x větvená, úžlabní, stěsnaná, vyrůstající mezi bázemi listů a přitisklá ke kmeni. Květy mohou být jednopohlavné i oboupohlavné a jsou buď jednotlivé podél větví květenství nebo stěsnaná ve svazečcích po 2 či po 3. Kalich i koruna jsou trojčetné, víceméně volné. Korunní lístky jsou dužnaté a na povrchu plstnaté. Tyčinek je 6 a mají tenké nitky. Gyneceum je složeno ze 3 volných plodolistů.
Plodem je kulovitá až elipsoidní, na povrchu nápadně srstnatá peckovice s moučnatou dužninou (mezokarpem) a tvrdou peckou (endokarpem). Semena jsou elipsoidní, s vystouplou jizvou a homogenním endospermem.

## Rozšíření a ohrožení
Druh se vyskytuje výhradně na jihovýchodě USA. Je rozšířen ve státech Florida, Alabama, Georgie, Mississippi a Jižní Karolína. Roste ve stinném podrostu středně vlhkých až vlhkých lesů a podél vodních toků v humózních půdách na vápencovém podloží. Druh byl v minulosti hojně rozšířen, v průběhu 19. a začátku 20. století byl však masivně těžen k dekorativním účelům, což vedlo k jeho velkému úbytku. Coby okrasná palma je v přírodě vyhledáván i v dnešní době. V současnosti je vzácný a ohrožený.

## Ekologické interakce
V oboupohlavných květech dozrávají dříve tyčinky než pestíky (protandrie), čímž je zabráněno samoopylení. Květy jsou opylovány zejména nosatcovitými brouky rodu Notolomus. Nepříjemně páchnoucí plody vyhledává medvěd baribal a jiní savci.

## Taxonomie
Rod Rhapidophyllum je v rámci systému palem řazen do podčeledi Coryphoideae, tribu Livistoneae a subtribu Rhapidinae.
Druh je ve svém areálu považován za reliktní. Mezi blízce příbuzné rody náležejí asijské rody Guihaia, Maxburretia a Rhapis.

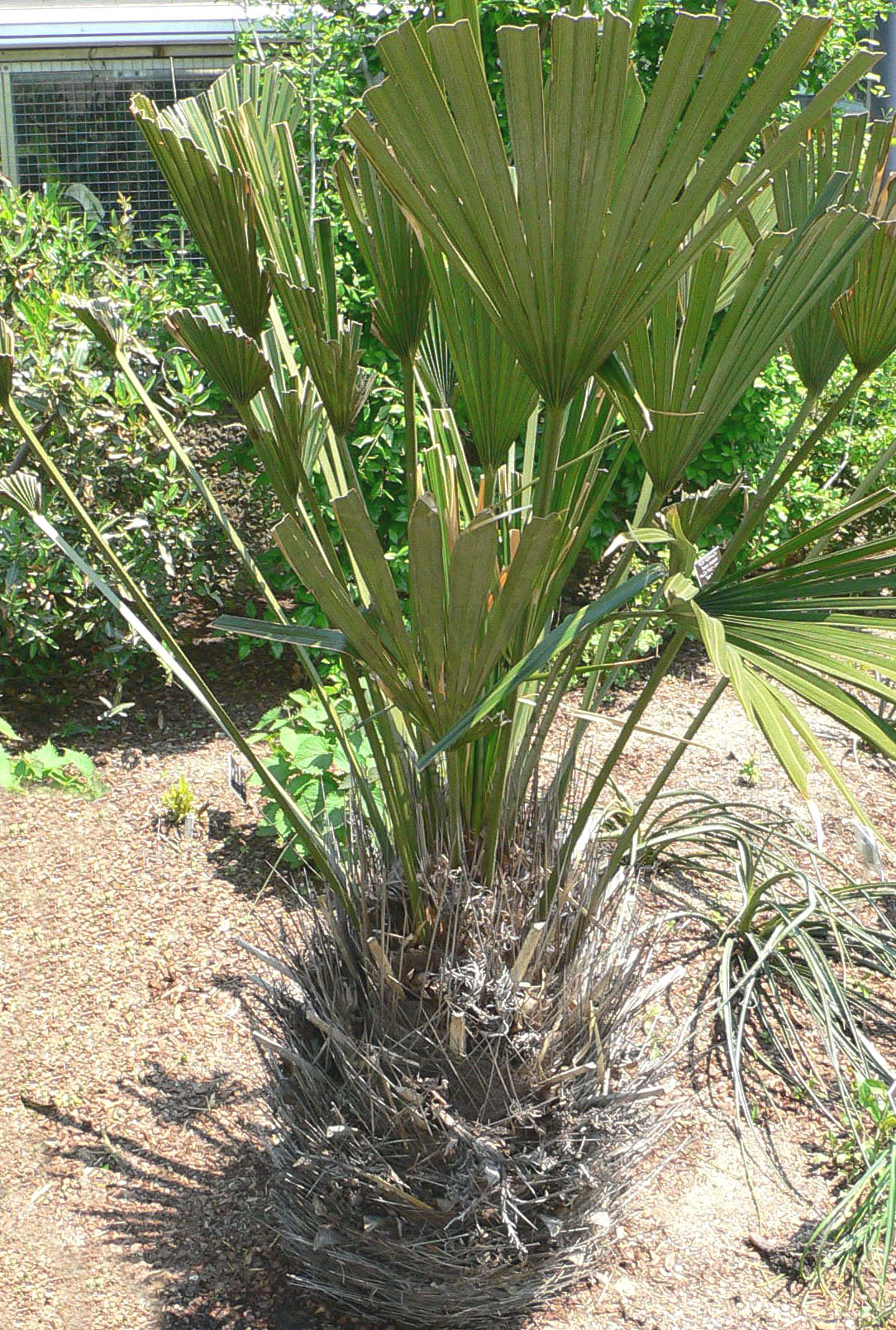
R. hystrix jako okrasná palma (listy byly zastřiženy)

## Význam
Druh má dekorativní význam a je možno jej pěstovat od tropů až po teplejší oblasti mírného pásu. Snáší mrazy až do -15 °C, čímž se řadí k nejodolnějším palmám. Nevýhodou je velmi pomalý růst. Je možno ji pěstovat ve stínu a při dostatečné závlaze i na slunci. Vyžaduje horké léto.
Husté porosty této palmy jsou kvůli ostnitým pochvám na kmenech neprostupné.